# 宁远河 (海南省)
宁远河，位于中华人民共和国海南岛南部，发源于保亭黎族苗族自治县西部的红水岭，蜿蜒向南穿过毛拉洞水库后称南文河，东南流至新政镇南改村转向西南，进入三亚市境内，流经三亚北部的丘陵地区和西部的河谷平原，至崖州区港门村汇入南海。河长83.5公里，比降4.63‰，流域面积1020平方千米。年均径流量6.49亿立方米。宁远河上游河源地区为500米以上山地，源地附近有两大胜景－千龙溶洞和仙安石林。中游多为丘陵。三亚崖州区抱古以下多为河口冲积平原、台地，河道平缓，河床淤积，汛期洪水排泄不畅，常造成崖城、保港一带严重洪灾。